# Danny Canning
Danny Canning (Penrhiwceiber, 21 de febrero de 1926 - Pembrokeshire, 30 de junio de 2014) fue un futbolista británico que jugaba en la demarcación de portero.

## Biografía
Debutó como futbolista en 1945 con el Cardiff City FC tras haberse formado en el Abercynon Athletic. Jugó en el club durante cuatro temporadas, llegando a ganar la Football League Third Division en 1947, y ascendiendo así de categoría. En 1949 fichó por el Swansea City AFC, y al finalizar la temporada ganó la Copa de Gales en la final al Wrexham FC por 4-1. Finalmente se fue traspasado al Nottingham Forest FC, donde acabó su carrera en 1952.
Falleció el 30 de junio de 2014 a los 88 años de edad en su casa de Pembrokeshire.

## Clubes
| Club                 | País       | Año         | Partidos | Goles |
| -------------------- | ---------- | ----------- | -------- | ----- |
| Cardiff City FC      | Inglaterra | 1945 - 1949 | 80       | 0     |
| Swansea City AFC     | Inglaterra | 1949 - 1951 | 47       | 0     |
| Nottingham Forest FC | Inglaterra | 1951 - 1952 | 5        | 0     |

## Palmarés

### Campeonatos nacionales
| Título                         | Club             | País       | Año  |
| ------------------------------ | ---------------- | ---------- | ---- |
| Football League Third Division | Cardiff City FC  | Inglaterra | 1947 |
| Copa de Gales                  | Swansea City AFC | Inglaterra | 1950 |